# تاقدیس

نمونه یک تاقدیس

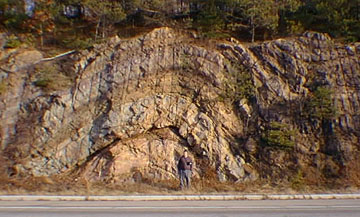
نمونه یک تاقدیس

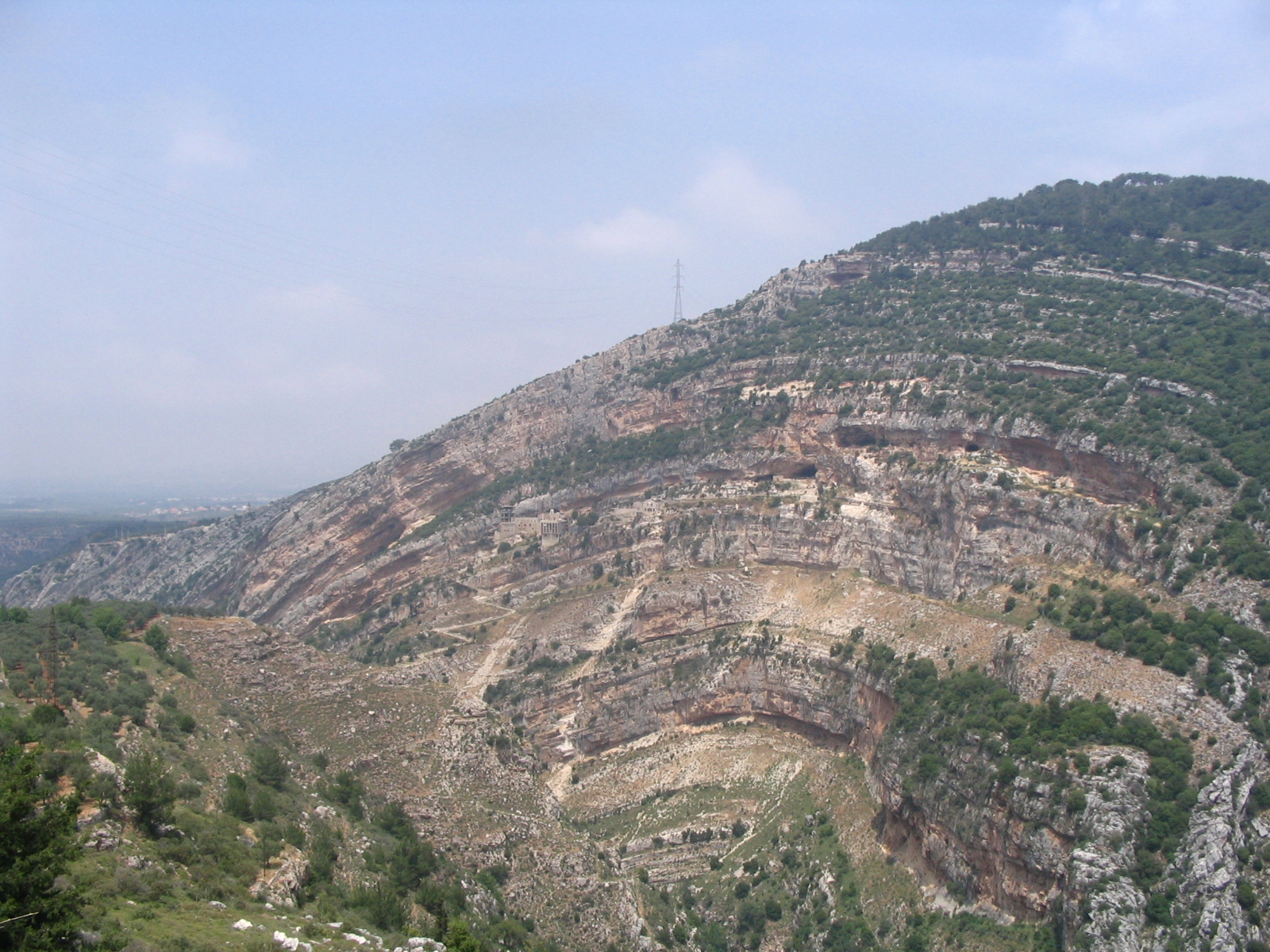
نمونه یک تاقدیس در لبنان.

تاقدیس (به انگلیسی: Anticline) به چینی در طبقات یا لایه‌های زمین که دو سمت آن روبه پایین باشد، تاقدیس گویند. لایه‌های قدیمی در مرکز تاقدیس قرار دارند. نام تاقدیس از کلمهٔ تاق به معنی سقف گرفته شده و برای فهم آسانتر معنای تاقدیس می‌شود سقف‌های گنبدی را در ذهن بیاوریم. تاقدیس‌ها به هفت دسته تقسیم می‌شوند: تاقدیس متقارن، نامتقارن، برگشته، خوابیده، بادبزنی، پلانج‌دار و مرکب.

## انواع تاقدیس

### تاقدیس متقارن
تاقدیس متقارن تاقدیسی است که در آن سطح محوری به صورت قائم می‌باشد. به عبارت دیگر پهلوهای چین دارای شیب یکسان می‌باشد.

### تاقدیس نامتقارن
تاقدیس نامتقارن تاقدیسی است که در آن سطح محوری به صورت مایل است. شیب دو پهلو در دو جهت مخالف بوده و زاویه شیب دوپهلو متفاوت و غیریکسان می‌باشد.

### تاقدیس برگشته
در تاقدیس برگشته سطح محوری مایل است و هر دوپهلو در یک جهت شیب دارد و معمولاً دوپهلو دارای زوایای شیب متفاوت می‌باشد. در این تاقدیس‌ها پهلویی که بیش از ۹۰ درجه چرخیده باشد، پهلوی برگشته و پهلویی که کمتر از ۹۰ درجه چرخیده باشد، پهلوی نرمال است.

### تاقدیس خوابیده
تاقدیس خوابیده، تاقدیسی است که در آن سطح محوری معمولاً افقی است. چین‌های خوابیده معمولاً دارای چین‌های خوابیده دیگری به صورت تاقدیسهای فرعی می‌باشد. اینگونه چین‌های فرعی را به نام ساختمان‌های انگشتی شکل می‌نامند.

### تاقدیس بادبزنی
تاقدیس بادبزنی، تاقدیسی است که هر پهلوی آن برگشته‌است. از این تاقدیسها شیب دوپهلو به سمت یکدیگر است و ممکن است که در سطح زمین با ناودیس اشتباه گرفته شود ولی از روی طبقات قدیمی‌تر که در مرکز چین قرار دارند از ناودیس تشخیص داده می‌شود.

### تاقدیس پلانج‌دار
منظور از تاقدیس پلانج‌دار تاقدیسی است که محور آن نسبت به سطح افق زاویه‌دار است و این زاویه از ۰ تا ۹۰ درجه در تغییر است. اگر تاقدیس بدون پلانج باشد، یعنی محور تاقدیس به صورت افقی باشد در اینصورت در روی نقشه زمین‌شناسی لایه‌ها را به صورت موازی هم خواهیم دید ولی اگر تاقدیس دارای پلانج باشد در اینصورت، طبقات در سطح زمینی به صورت منحنیهایی که در قسمت انتهایی به همدیگر می‌رسند، دیده خواهند شد. در اینصورت جهت پلانج، سمتی است که لایه‌ها در آن سمت به یکدیگر می‌رسند.

### تاقدیس مرکب
تاقدیس مرکب (به انگلیسی: Anticlinorium) یک طاق بسیار بزرگ، از لحاظ شکل شبیه یک تاقدیس، که هر بال آن مرکب از تعدادی چین‌های کوچک است.
تاقدیس از یک کلمه یونانی Anticline به معنی «داشتن شیب مخالف» گرفته شده‌است. تاقدیس چینی است که به طرف بالا محدب است. در تاقدیسهای ساده پهلوی چین در جهت مخالف یکدیگر شیب دارد. در بعضی تاقدیسها شیب دو پهلو در یک جهت است یا اینکه هر دو پهلو افقی است و بالاخره بعضی از آن‌ها دارای پهلوهایی درهم می‌باشد که در این صورت نمی‌توان به آسانی مورد مطالعه قرار داد. تاقدیس را ممکن است به‌طور دقیق به صورت زیر تعریف کرد: چین‌های تاقدیس آن‌هایی هستند که طبقات قدیمی در مرکز چین قراردارد.
تاقدیس مرکب چین بزرگی است که در حدود یک کوه یا سلسله کوه‌ها وسعت داشته و حداقل دارای مقطعی به طول چندین کیلومتر است.

## نگارخانه

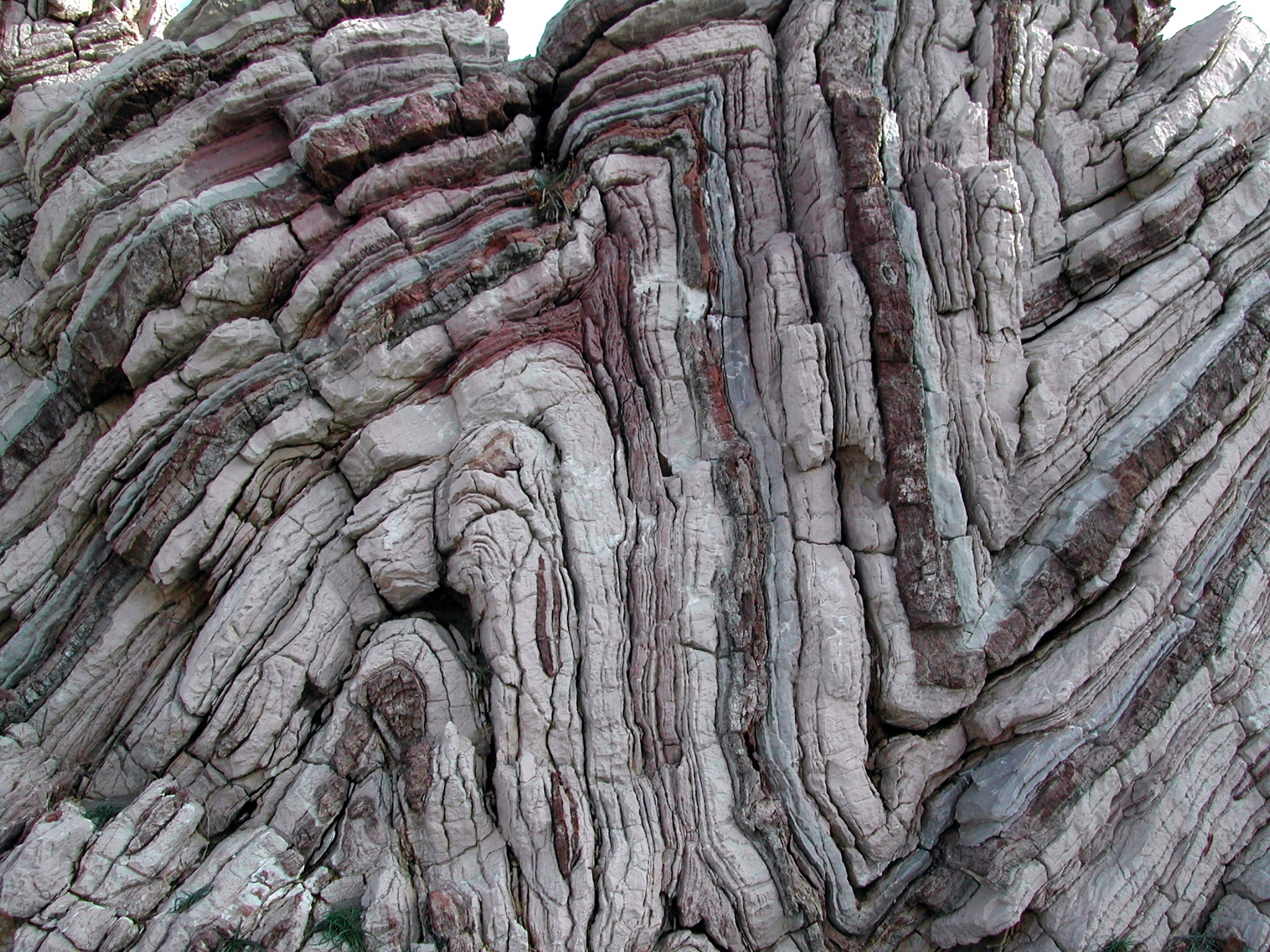
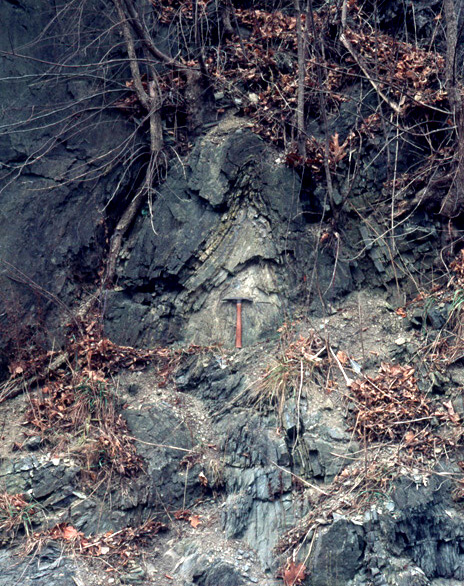
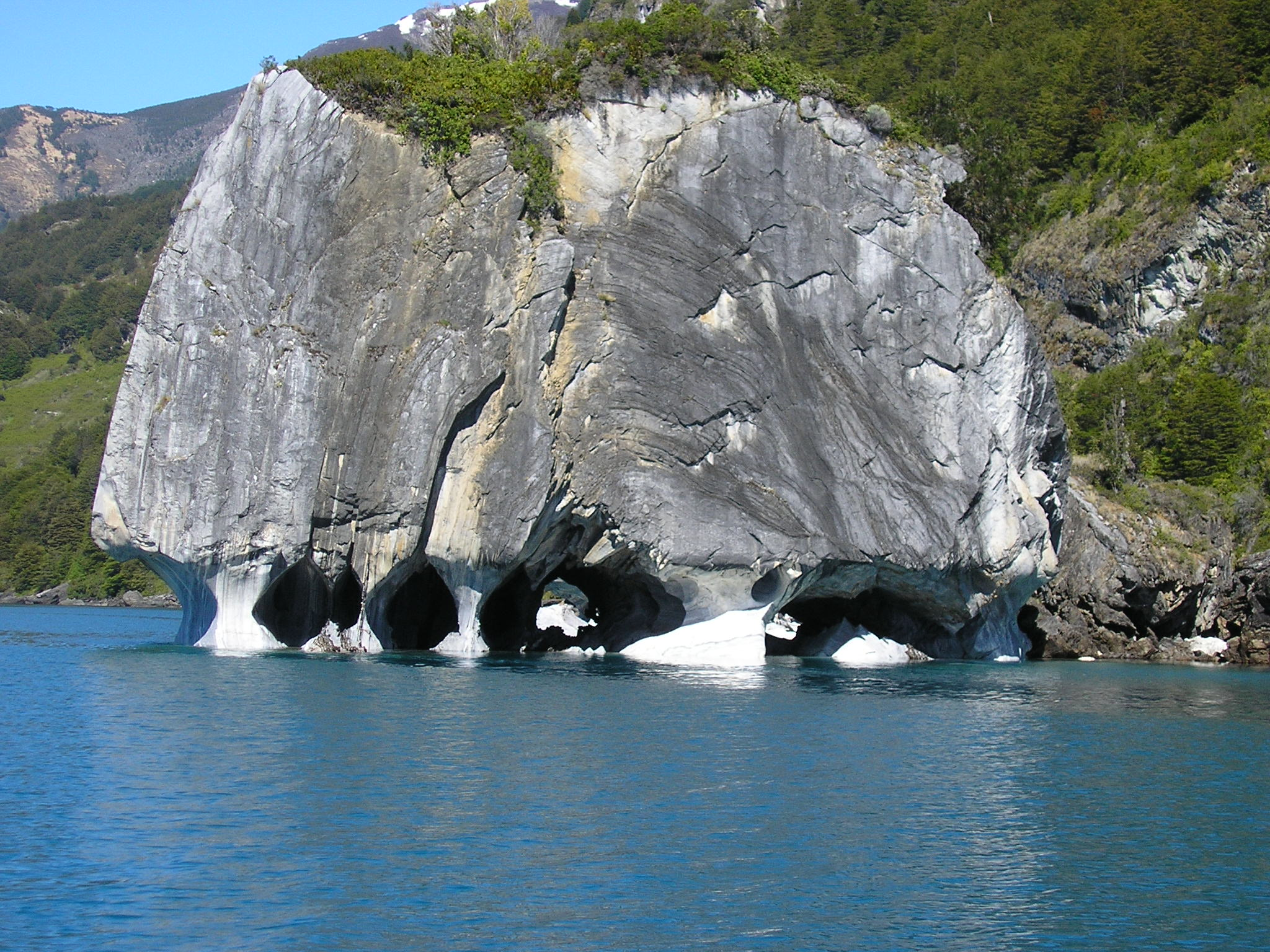
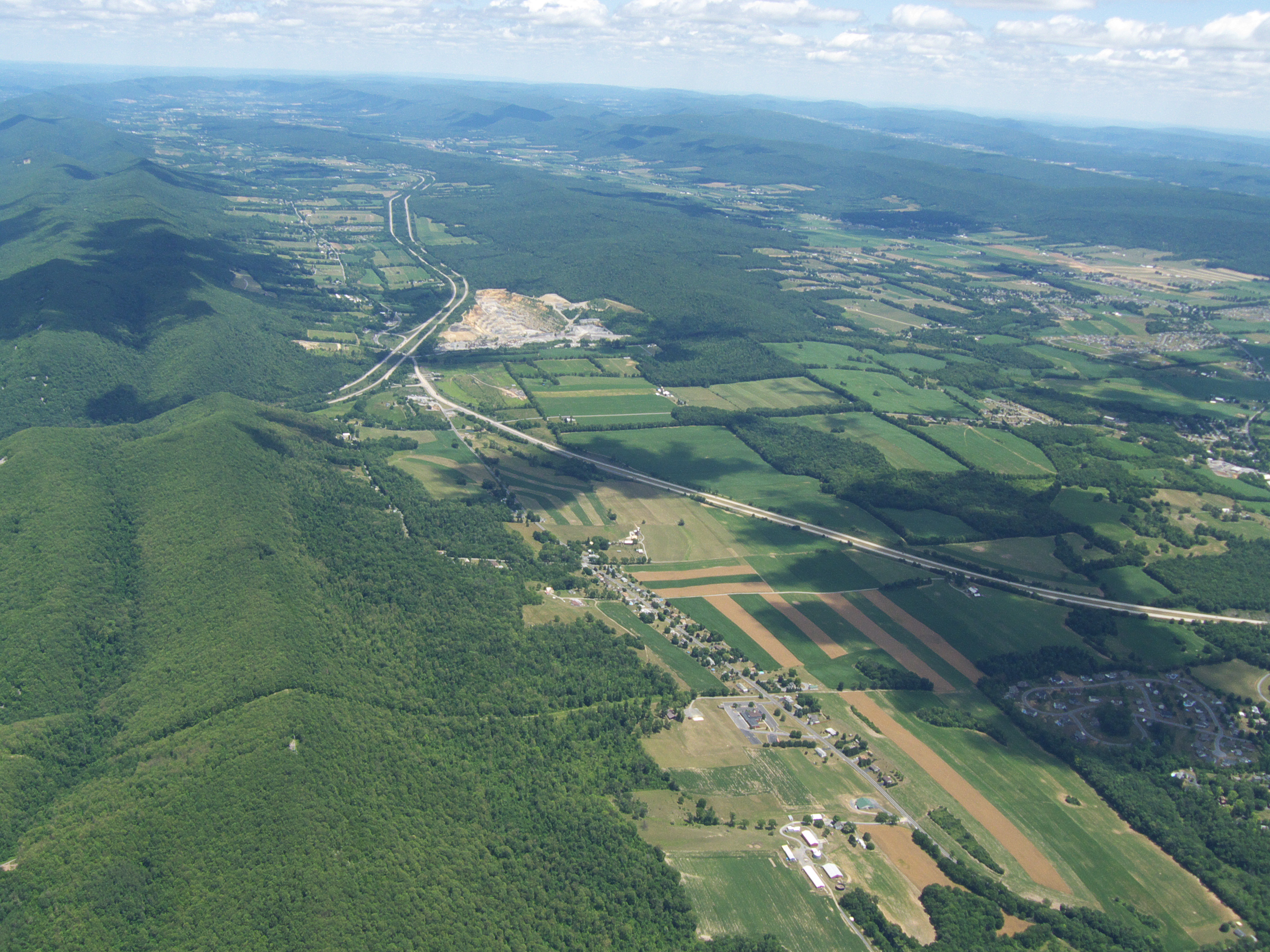
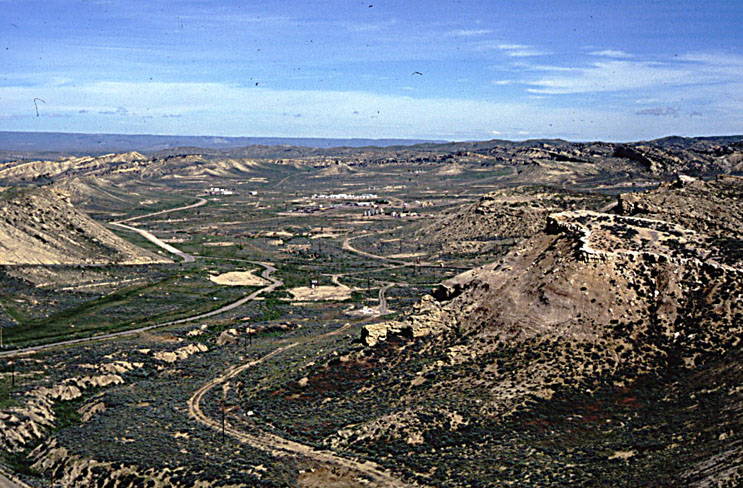
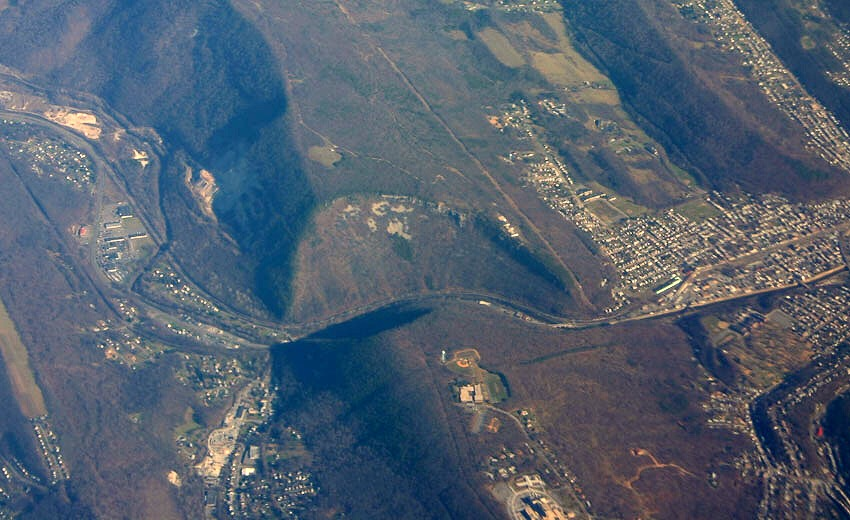
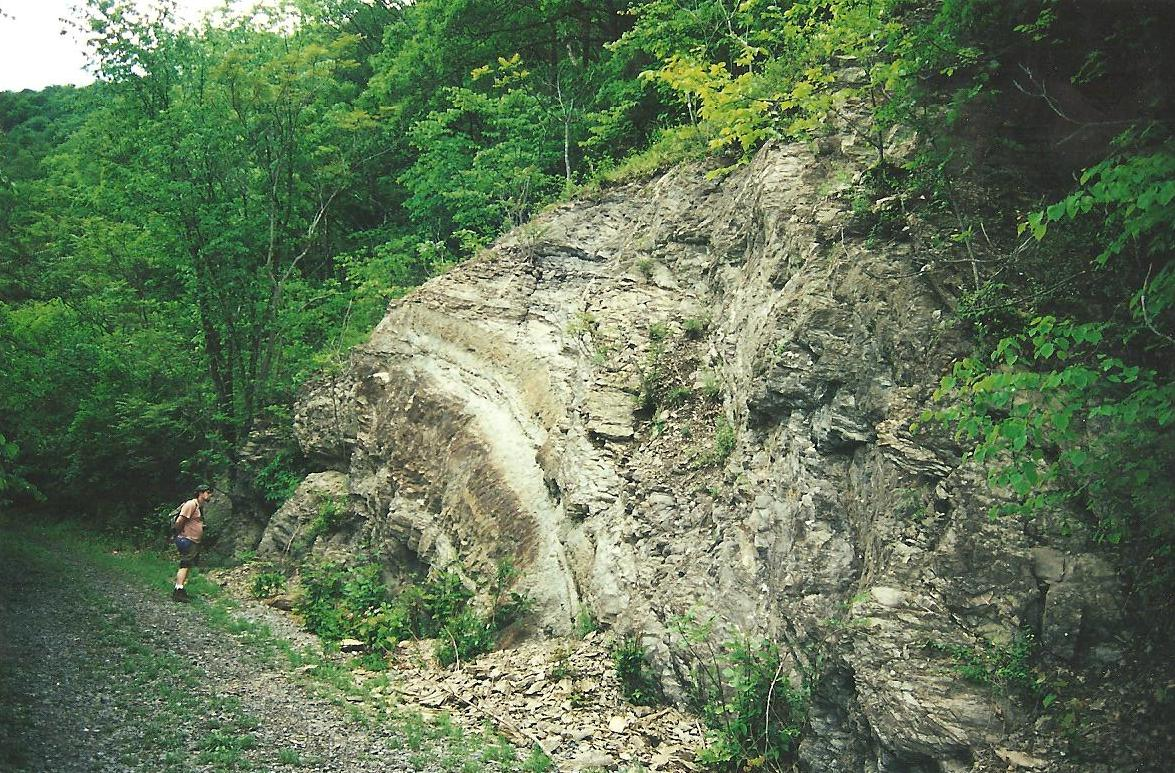
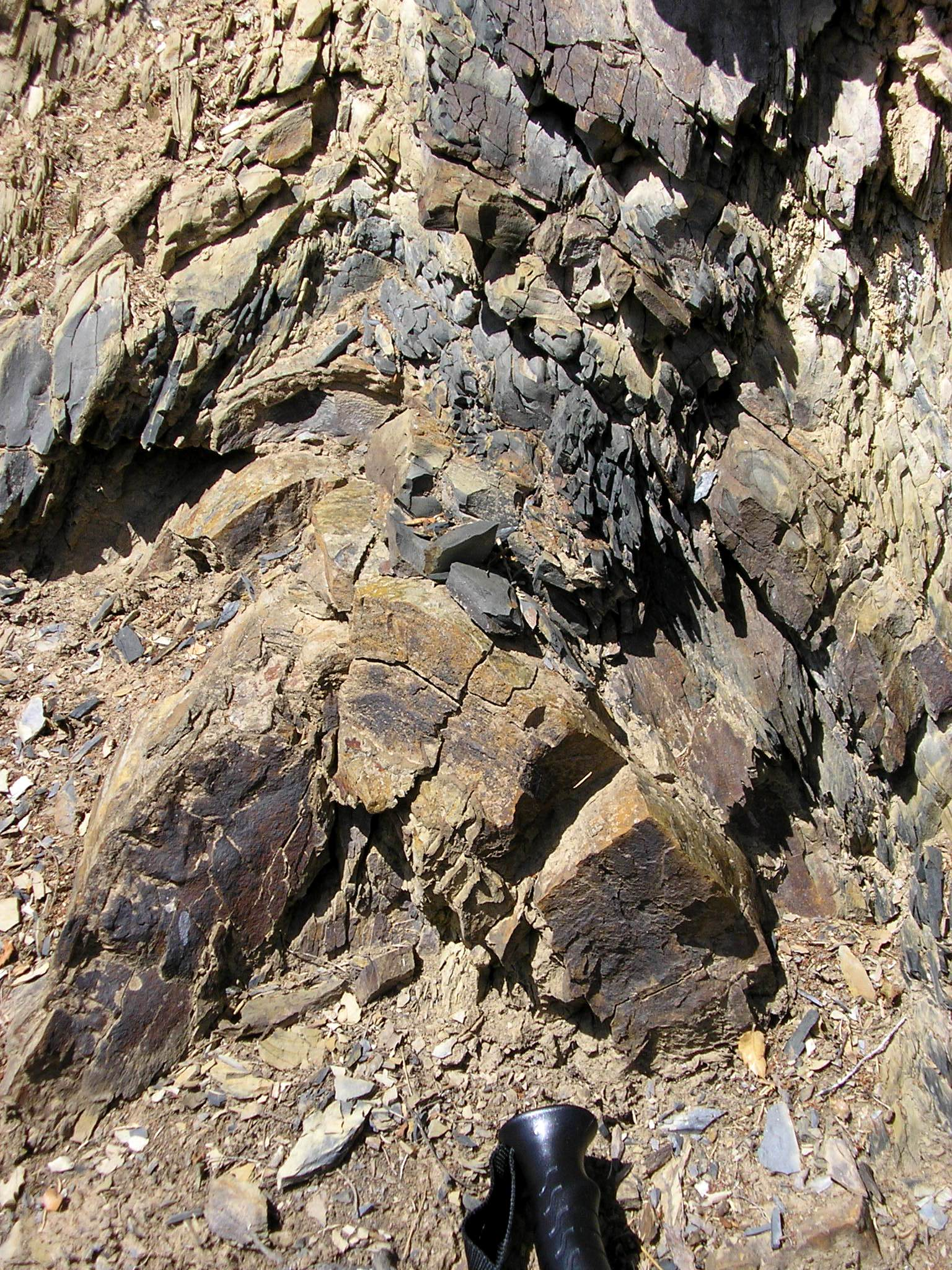
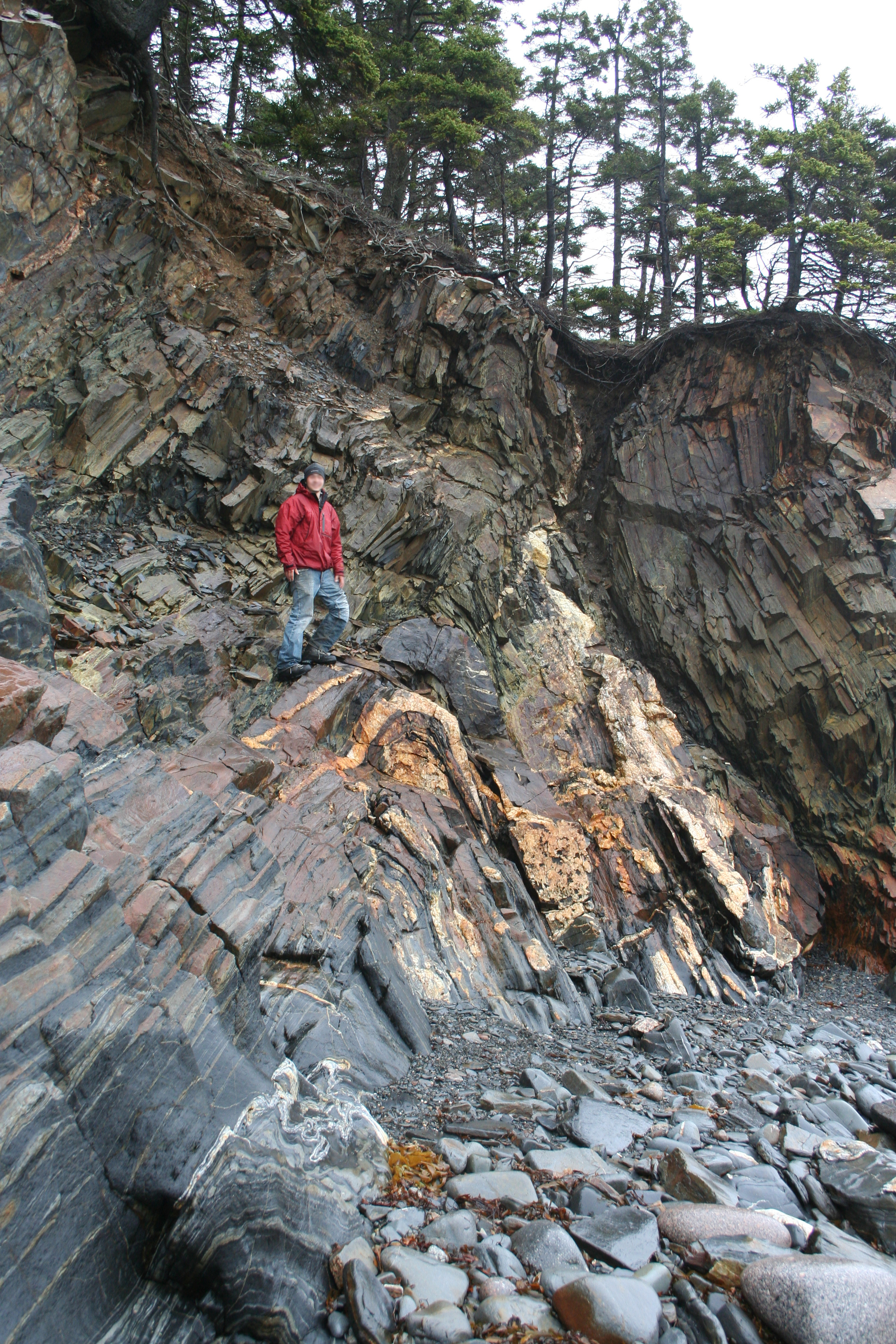